# Süleymaniye, Gelibolu
Süleymaniye là một xã thuộc huyện Gelibolu, tỉnh Çanakkale, Thổ Nhĩ Kỳ. Dân số thời điểm năm 2011 là 442 người.